# Dasychira robleti
Dasychira robleti är en fjärilsart som beskrevs av Paul Mabille 1893. Dasychira robleti ingår i släktet Dasychira och familjen tofsspinnare. Inga underarter finns listade i Catalogue of Life.